# Guido Schoenberger
Guido Leopold Schoenberger (geboren 26. Februar 1891 in Frankfurt am Main; gestorben 20. August 1974 in Queens) war ein deutsch-amerikanischer Kunsthistoriker.

## Leben
Guido Schönbergers Vater Jakob Schönberger war ein aus Ermreuth stammender Kaufmann, seine Mutter Pauline Mayer stammte aus Germersheim. Schönberger besuchte die Adlerflychtschule und das Goethe-Gymnasium in Frankfurt und studierte ab 1909 Geschichte und Kunstgeschichte in Freiburg im Breisgau und Berlin. Er wurde 1914 Soldat im Ersten Weltkrieg und legte während eines Urlaubs im März 1917 die Doktorprüfung an der Universität Freiburg bei Georg von Below ab. Ab 1918 arbeitete er als Assistent am Kunsthistorischen Institut der Universität Frankfurt.
Schönberger heiratete 1923 Martha Kaufmann, sie hatten zwei Kinder. Er habilitierte sich 1926 bei Rudolf Kautzsch an der Frankfurter Universität und wurde zum Privatdozenten ernannt.
Ab 1928 hatte Schönberger als Kustos des Historischen Museums eine feste Beschäftigung. Nach der Machtübergabe an die Nationalsozialisten 1933 wurde er aus rassistischen Gründen entlassen, die Entlassung wurde aber wegen seines Status als Frontkämpfer zurückgenommen. Nach dem Erlass der Nürnberger Gesetze 1935 wurde Schönberger zum Jahreswechsel entlassen.  Nach Heuer/Wolf erfolgte seine Entlassung aufgrund des § 18 der Reichs-Habiltitationsordnung vom 13. Dezember 1934, der besagte, dass Dozenten die Lehrbefugnis aberkannt oder beschränkt werden konnte, „wenn es im Universitätsinteresse geboten ist“.
Ab 1936 fand Schoenberger noch eine ehrenamtliche Beschäftigung am Museum jüdischer Altertümer. Nach der Reichspogromnacht 1938 wurde er im KZ Buchenwald inhaftiert und floh nach seiner Haftentlassung 1939 zusammen mit seiner Familie nach New York, wo er, finanziert über ein Stipendium, als Research Assistant am Institut of Fine Arts der New York University (NYU) Arbeit fand. Als Lecturer  hielt er hier ab 1941 auch Vorlesungen und las ebenso am Metropolitan Museum. Ab 1947 war Schoenberger dann Research Fellow am neugegründeten Jewish Museum in New York und daneben von 1947 bis zum Eintritt in den Ruhestand im Jahre 1961 Adjunct Professor and Lecturer am Institııte of Fine Arts der NYU.
Schoenberger hatte seine New Yorker Tätigkeiten 1951 unterbrochen, um im Auftrag der Restitutionsorganisation Jewish Cultural Reconstruction (JCR), des kulturellen Arms der Jewish Restitution Successor Organization (IRSO), in der Amerikanischen Besatzungszone in Deutschland zu arbeiten. Er wirkte bei der Sicherstellung beschlagnahmter jüdischer Kulturgüter (Judaica) mit und war in Frankfurt vor allem mit dem Aufspüren von Objekten aus dem Bestand des Historischen Museums befasst, die an ausländische Museen zurückgegeben werden sollten.

## Schriften (Auswahl)
- Das Geleitswesen der Reichsstadt Frankfurt a. M. im 14. und 15. Jahrhundert. Dissertation Freiburg, 1917
- Beiträge zur Baugeschichte des Frankfurter Doms. Frankfurt a. M.: Historisches Museum, 1927
- Bibliographie der wissenschaftlichen Veröffentlichungen von Rudolf Kautzsch. Frankfurt a. M.: Frankf. Bibliophilen-Gesellsch., 1928
- Der Frankfurter Dom St. Bartholomäus / 1. Das Bauwerk in seiner entwicklungsgeschichtlichen Bedeutung. Koblenz: Rheinische Verlagsgesellschaft, 1929
- mit Heinrich Bingemer: Bauten und Landschaft in Hessen und Nassau. Frankfurt a. M.: Frankfurter Kunstverein, 1930
- mit Hermann Gundersheimer: Frankfurter Chanukkaleuchter in Silber und Zinn (= Notizblatt der Gesellschaft zur Erforschung jüdischer Kunstdenkmäler 34). Frankfurt a. M. : Gesellschaft z. Erforschg jüdischer Kunstdenkmäler, 1937
- The Drawings of Mathis Gothart Nithart, Called Grünewald. New York: Bittner, 1948
- mit Stephen Sally Kayser (Hrsg.): Jewish Ceremonial Art. 1955